# Playa de El Bombo
La Playa de El Bombo es una playa de Mijas, en la Costa del Sol de la provincia de Málaga, Andalucía, España. Se trata de una playa semiurbana de arena oscura y aguas tranquilas situada cerca del núcleo de La Cala. Tiene unos 1.100 metros de longitud y unos 20 metros de anchura media y abarca un pequeño acantilado rocoso. Es una playa muy frecuentada en verano y con servicio de vigilancia y otros servicios básicos.